# Beggar's Opera
Beggar's Opera fue una banda de rock progresivo formada en 1969 en Glasgow (Escocia) por el guitarrista Ricky Gardiner. La banda está compuesta por Ricky Gardiner (guitarra), Alan Park (teclados), Raymond Wilson (batería), Martin Griffiths (voz) y Gordon Sellar (bajo/flauta) (la línea más exitosa del grupo).

## Historia

### The System, inicios
Beggar's Opera empezó como The system, un grupo que tenía a dos de los miembros de Beggar's Opera, Martin Griffiths y Marshall Erskine. Luego ricky Gardiner se une en la guitarra, Marshall Erskine llamó a Alan Park para tocar el teclado, y luego los miembros necesitaron un baterista e hicieron una audición, siendo Raymond Wilson el ganador. En octubre de 1969 tocaron su primer concierto en Burns Howff, luego estuvieron en una residencia después del concierto, y por un cruce de palabras en el diccionario llamaron a la banda Beggar's Opera, con Martin Griffiths, Alan Park, Raymond Wilson, Ricky Gardiner y Marshall Erskine.

### Beggar's Opera, 1969
Beggar's Opera trabajo para Brian Adams y su agencia ICE, y empezaron a tocar en conciertos por toda Escocia. Tocando cada noche, Hicieron un concierto en el picasso y luego hicieron unas sesiones de estudio. De ahí hicieron su primer sencillo, Sarabande, donde estaban dos canciones grabadas, sarabande y think.

### Act one, 1970, primer álbum
Para el primer álbum de estudio, Act one, Beggar's Opera firmó un contrato con la discográfica Vertigo, y se grabó 5 canciones, la mayoría de extensa duración, como Light Cavalry, con casi 12 minutos, y grabaron su famoso instrumental Raymonds road. Poet and peasant es la canción que abre el álbum, siendo una combinación de Rock progresivo y Rock sinfónico.

### Salida de Marshall Erskine
En 1970, después de su primer álbum de estudio, Act one, Marshall Erskine sin ánimo de seguir abandonó Al grupo dejando solo 7 canciones grabadas con Beggar's Opera. Las canciones que grabó Marshall Erskine con el grupo son las siguientes:
- Sarabande
- Think
- Poet and peasant
- Passacaglia
- Memory
- Raymonds road
- Light cavalry
- Festival

### Entrada de dos nuevos miembros, Gordon Sellar y Virginia Aurora Scott
Después de que Marshall Erskine abandonara el grupo, Gordon Sellar tomó el cargo del bajo, y Virginia Scott, en ese entonces novia de Ricky Gardiner, Se unió a la banda para tocar el mellotrón. Quedando como un sexteto con Virginia Scott. El 8 de agosto de 1971 tocaron Raymonds Road en el beat-club.

### Waters of change,1971, segundo álbum
Con la entrada de los nuevos miembros, Gordon Sellar y Virginia Scott, el grupo graba su segundo álbum de estudio, Waters of change, su álbum más progresivo y citado varias veces como su mejor trabajo, Gracias a Time Machine, canción que abre el álbum, la banda alcanzó un éxito en Europa, especialmente en Alemania. En este álbum Gordon y Virginia graban su primera canción, la ya mencionada Time machine, siendo también la más extensa del álbum, con ocho minutos y nueve segundos.

### Salida de Virginia Scott
Después de grabar su segundo álbum, que fue un éxito en Europa, Virginia Scott abandona el grupo por razones desconocidas, pero siguiendo siendo novia de Ricky Gardiner. Virginia Scott dejó 9 canciones grabadas en Beggar's Opera:
- Time Machine
- The Fox
  - Nimbus
  - I've no idea
  - Impromptu
  - Silver peacock
  - Silver peacock (Intro)
- Festival
- Lament

### Pathfinder, 1972
Pathfinder es el tercer álbum de estudio del grupo, grabado en 1972, en este álbum el grupo tiene un estilo más hard rock combinado con progresivo, y contiene 7 canciones, entre ellas el sencillo del álbum homónimo, pathfinder, que fue un éxito musical, la última canción del álbum, Madame doubtfire, es la última canción que Martin Griffiths canta y participa en Beggar's Opera ...

### Salida de Martin Griffiths y más tarde de Raymond Wilson, se deshace la alineación más exitosa
Cuando terminan su tercer LP, Martin Griffiths abandona el grupo definitivamente y más tarde Raymond Wilson sale del grupo también definitivamente, deshaciéndose la tradicional alineación exitosa de Beggar's Opera.

### La entrada y prematura salida de Pete Scott, y entrada de Linnie Paterson y Colin Fairley
En 1972, entra Pete Scott como vocalista de la banda y sale prematuramente, dejando a Linnie paterson en las voces, y luego uniéndose Colin Fairley en la batería, reemplazando a Raymond Wilson. 

### Get your dog off me, 1973
Get your dog off me es el cuarto álbum de estudio del grupo y el primero sin la presencia de Martin Griffiths y Raymond Wilson. Grabado en 1973, la canción inicial del álbum es el sencillo Get your dog off me, también nombre del álbum.

## Discografía
- 1970 Act One
- 1971 Waters of change
- 1972 Pathfinder
- 1973 Get Your Dog Off Me!
- 1974 Sagittary
- 1975 Beggars Can't Be Choosers
- 1980 Lifeline
- 1996 The Final Curtain (compilación)
- 2007 Close to My Heart
- 2009 Touching the Edge
- 2011 Lose a Life (EP)
- 2011 Promise in Motion
- 2012 Mrs. Calagari's Lighter